# Тагант
Тагант (Такант; араб. تكانت‎, фр. Tagant) — область в Мавритании.
- Административный центр — город Тиджикжа.
- Площадь — 95 200 км²[1], население — 80 962 человека (2013 год)[1].

## География
На севере и северо-западе граничит с областью Адрар, на востоке с областью Ход-эш-Шарки, на юге с областями Ход-эль-Гарби и Ассаба, на западе с областью Бракна. Область расположена на плато Тагант.

## История
В начале XVIII века образовался независимый эмират Тагант. Он был единственным из мавританских эмиратов этого периода, созданным не арабскими (хасанскими) племенами, а берберским (марабутским) племенем идуайш (идау исз), происходившим от племенного объединения лемтуна. На западе граничил с эмиратами Бракна и Трарза, на севере — с Адраром. Основным занятием населения было кочевое скотоводство; в оазисах существовало земледелие и садоводство. В XIX веке территория Таганта находилась вдали от главных торговых путей и менее была подвержена влиянию европейцев. На рубеже XIX—XX веков началось проникновение в этот район французов, чему пытался воспрепятствовать эмир Таганта Бакар ульд Суэйд Ахмед (1836 — 1905 годы), но не был поддержан населением страны. После гибели Бакара в 1905 году Тагант перешёл под протекторат Франции. Лояльная к господствующим властям политика руководства Таганта обеспечила сохранение эмирата и при колониальном режиме и в составе независимой Мавритании.

## Административно-территориальное деление
Область делится на 3 департамента:
- Муджерия (Moudjeria)
- Тишит (Tichit)
- Тиджикжа (Tidjikja)